# Spie ICS
 (octobre 2020).
Si vous disposez d'ouvrages ou d'articles de référence ou si vous connaissez des sites web de qualité traitant du thème abordé ici, merci de compléter l'article en donnant les références utiles à sa vérifiabilité et en les liant à la section « Notes et références ».
Spie ICS est une filiale du groupe Spie spécialisée dans les services informatiques.

## Présentation
Spie ICS, anciennement Spie Communications, est une filiale du groupe Spie, spécialisée dans les prestations de services (conseil, ingénierie, intégration, infogérance, maintenance, services opérés et Cloud). Les principaux domaines d'activité sont :
1. Les communications unifiées & collaboration ;
2. Les infrastructures IP & la sécurité ;
3. Les centres de données ;
4. les environnements utilisateurs ;
5. Les « bâtiments intelligents ».

## Historique: Matra
Cette filiale du groupe Spie est issue du rachat de la société Matra Nortel Communications au début des années 2000.
Matra avait créé une filiale spécialisée dans les télécommunications. Elle s'est appelée d'abord Temat (Téléphones Matra), puis Matra Communication, puis Matra Nortel Communications lorsque Nortel a pris une participation dans cette filiale.
Elle avait plusieurs activités :
1. Téléphones (et répondeurs) ;
2. Terminaux de télécommunications « de l'écrit et de l'image » (Minitel, Fax, Visiophonie) ;
3. Communication d'entreprise (PABX) autour de la plateforme 6500 ;
4. Communications sécurisées pour forces de sécurité (PMR - Professional Mobile Radio) ;
5. Réseaux radio mobiles (d'abord Radiocom 2000 puis GSM) ;
6. Terminaux radio (d'abord terminaux Radiocom 2000 puis GSM).

## Métier d'intégrateur telecoms
Membre du Syntec, Spie ICS est considéré comme un des trois premiers intégrateurs en France d'après le Gartner group.
Spie ICS a racheté une partie de la filiale Siemens Entreprise Communication France en 2007, et l'activité d'infogérance de APX en 2010. À l'issue de ce rachat, les activités de service de Spie ICS sont équitablement réparties en intégration et en infogérance.
Environ 3 200 personnes sont présentes sur l'ensemble du territoire national à travers 60 sites techniques et commerciaux. Spie ICS traite également de projets en Europe et à l'international au travers de filiales et de partenariats.[réf. nécessaire] Son chiffre d'affaires est de 255 millions en 2015.
En 2009, plusieurs employés saisissent la CNIL pour « atteinte à la vie privée » en raison de la mise en place d'un système de géolocalisation des véhicules de société qui fonctionne 24h/24.
Le 24 mars 2016, la société annonce qu'elle prend le nom de « Spie ICS » (ICS pour « Information and Communication Services ») pour continuer à accompagner son virage vers les services numériques.
Fin avril 2016, Spie ICS rachète l'intégrateur nîmois RDI, dans le but de renforcer son expertise sur les domaines du cloud, de l'infogérance, et d'intégration IT.